# Заблоцкие-Десятовские
Забло́тские-Десято́вские — малороссийский дворянский род герба Бялыня.

## Происхождение и история рода
Предок их, Григорий Заблотский-Десятовский, был генеральным возным Люблинского трибунала в начале XVII века. Его потомки в конце того же века переселились на территорию современной Украины.
Представители этого рода внесены во II часть родословной книги Черниговской губернии.

## Представители рода
- Заблоцкий-Десятовский, Андрей Парфёнович (1808—1882) — русский государственный деятель, экономист, статистик и писатель.
- Заблоцкий-Десятовский, Михаил Парфёнович (1816—1858) — выдающийся русский статистик и метролог.
- Заблоцкий-Десятовский, Павел Николаевич (1841—1887) — гражданский инженер, архитектор.
- Заблоцкий-Десятовский, Павел Парфёнович (1814—1882) — профессор Медико-хирургической академии.